# 小西天三壮士墓
小西天三壮土墓，位于中国河北省承德市兴隆县六道河镇。2001年2月7日公布为第四批河北省文物保护单位，类型为近现代文物。
在今六道河镇朱家沟村境内，1943年1月29日的一次战斗中，八路军晋察冀军区冀东军分区十三团的三位战士阻击日伪军的进攻时，被逼至小西天悬崖，最终跳崖身亡。战斗结束后，当地群众将三壮士安葬于悬崖下向阳的山坡上。三壮士中仅知一人是班长王强。另两人名字未留存。